# Psych : Enquêteur malgré lui
Psych : Enquêteur malgré lui (Psych) est une série télévisée américaine en un pilote de 78 minutes et 120 épisodes de 42 minutes, créée par Steve Franks (en), diffusée entre le 7 juillet 2006 et le 26 mars 2014 sur USA Network aux États-Unis et à partir du 14 septembre 2006 à 2009 pour les trois premières saisons sur CH / E! puis sur le réseau Global, au Canada.
En Suisse, la série est diffusée depuis le 1er septembre 2007 sur RTS Un ou RTS Deux, en Belgique, depuis le 25 novembre 2007 sur RTL-TVI, en France, à partir du 2 décembre 2007 sur TF1 (uniquement la première saison), puis intégralement depuis le 25 août 2008 sur 13e rue ainsi que sur Netflix depuis le 1er mai 2015 et au Québec depuis le 26 juin 2008 sur Mystère / AddikTV.

## Synopsis
Shawn Spencer, un homme drôle et futé, a développé durant son enfance un talent pour remarquer les moindres détails grâce à l'enseignement de son père Henry Spencer, un ancien policier.
En grandissant, confronté à la dure réalité de l'emploi, ne parvenant pas à trouver un métier qui puisse lui plaire, il passe son temps à en changer et à donner des informations aux inspecteurs de police par l'intermédiaire d'appels téléphoniques. À partir de là s'ensuit un énorme quiproquo : le fait de fournir de nombreuses informations aux inspecteurs, poussent ces derniers à le suspecter de perpétrer lui-même ces crimes. N'ayant pas d'autre solution pour se sortir de cette situation, il prétend posséder des pouvoirs psychiques de médium.
C'est ainsi qu'il devient consultant, en aidant les lieutenants Carlton Lassiter et Juliet O'Hara ainsi que leur chef Karen Vick, dans leurs enquêtes lorsqu'ils feront appel à lui pour certaines affaires apparemment insolubles ou pas assez importantes pour que la police s'en occupe, selon le cas. Dans ces enquêtes, il embarque son meilleur ami d'enfance, Burton « Gus » Guster et créent ensemble l'agence « Psych ». Ils vont alors tenter de résoudre chaque affaire en utilisant ses dons d'observation, camouflés en visions envoyées par des esprits. Gus est moins téméraire que Shawn et tous les deux se disputent souvent pour des détails pour le meilleur comme pour le pire…

## Distribution

### Acteurs principaux
- James Roday (VF : Guillaume Lebon) : Shawn Spencer
- Dulé Hill (VF : Lucien Jean-Baptiste) : Burton « Gus » Guster
- Timothy Omundson (VF : Gabriel Le Doze) : le lieutenant-chef Carlton J. Lassiter
- Maggie Lawson (VF : Laura Blanc) : le lieutenant Juliet O'Hara Spencer
- Corbin Bernsen (VF : Philippe Peythieu) : Henry Spencer
- Kirsten Nelson (VF : Véronique Augereau) : le chef Karen Vick
- Anne Dudek (VF : Karine Foviau) : le lieutenant Lucinda Barry, la première coéquipière de Lassiter (Pilote uniquement)

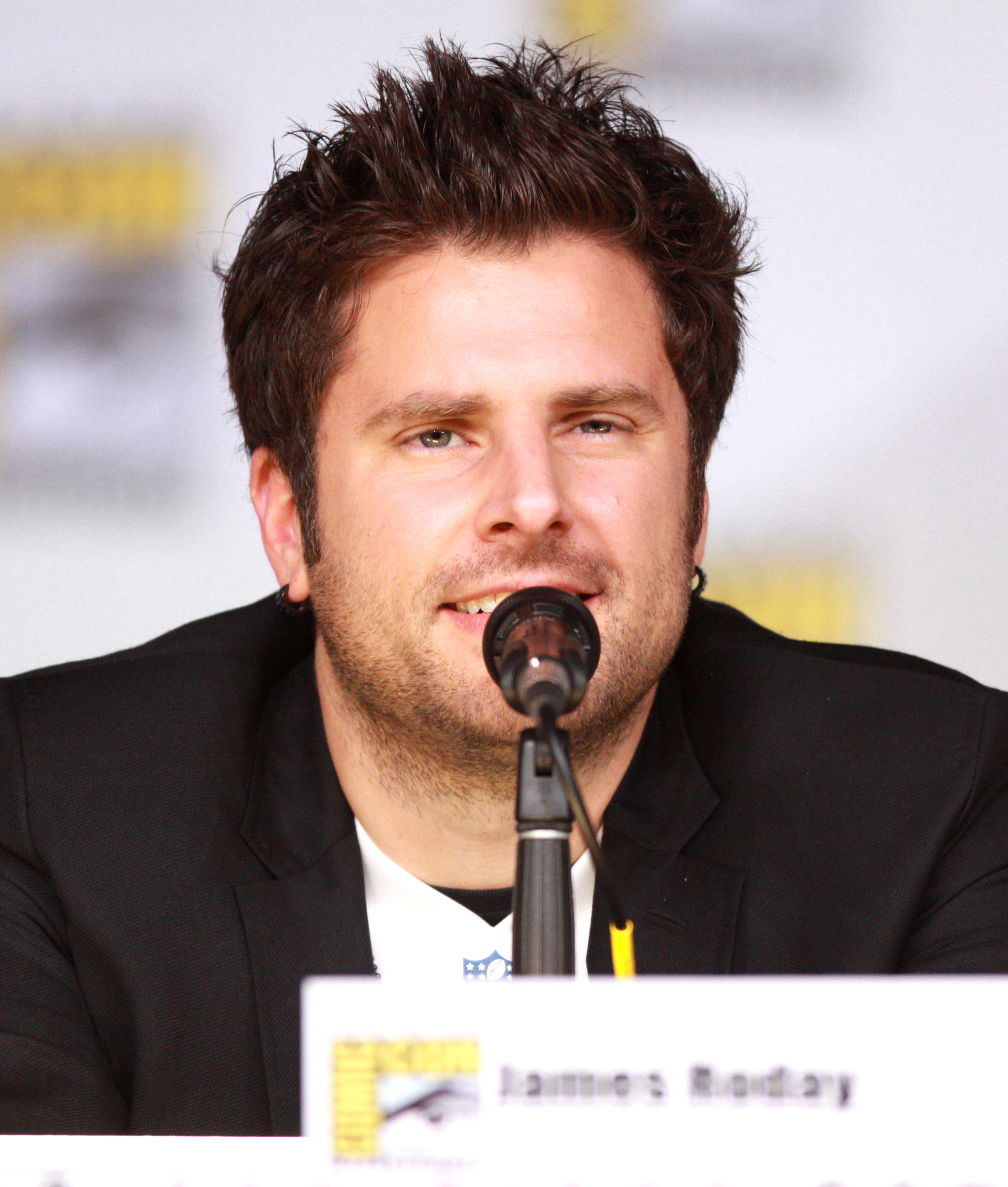
James Roday interprète Shawn Spencer.
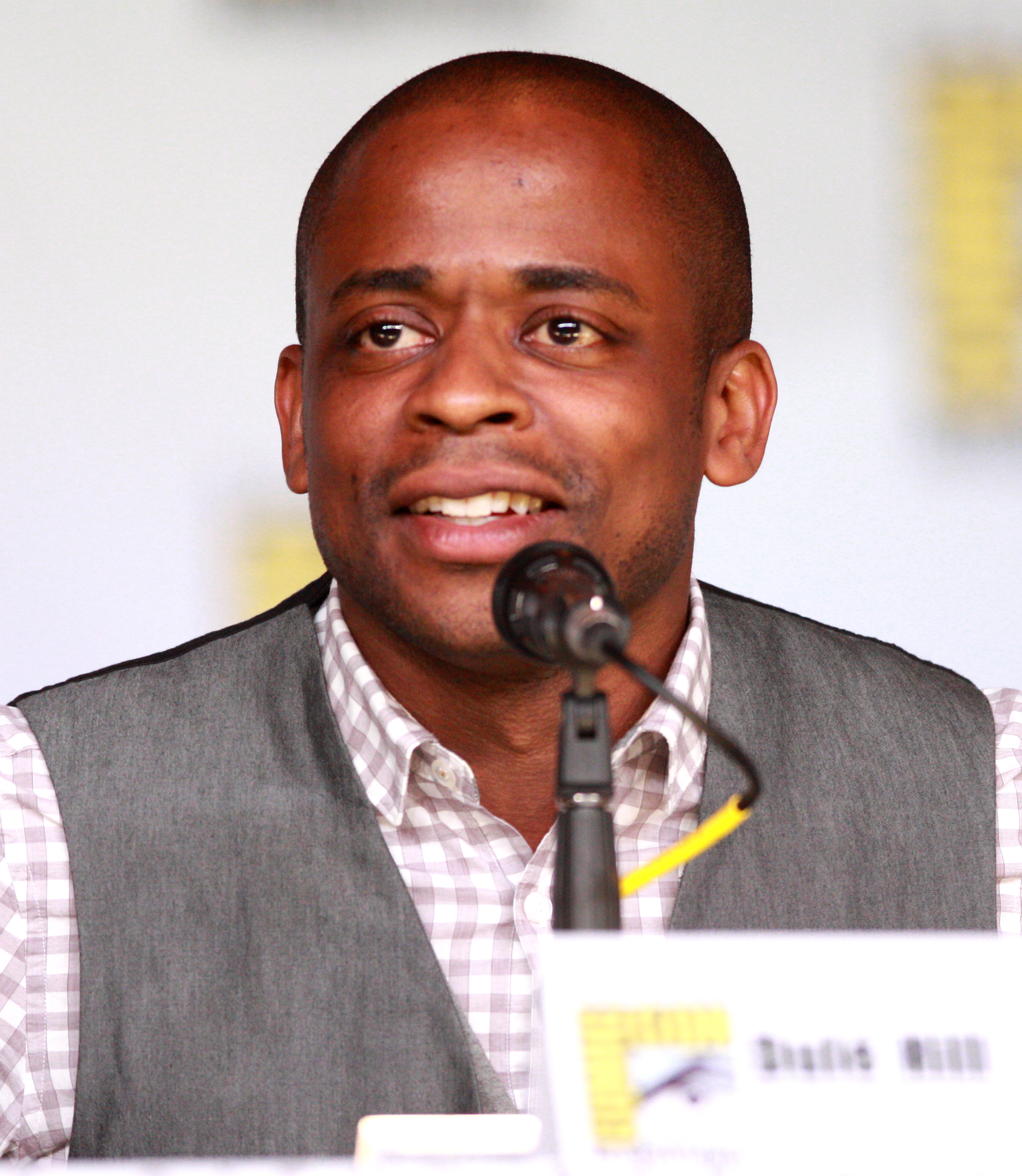
Dulé Hill interprète Burton « Gus » Guster.
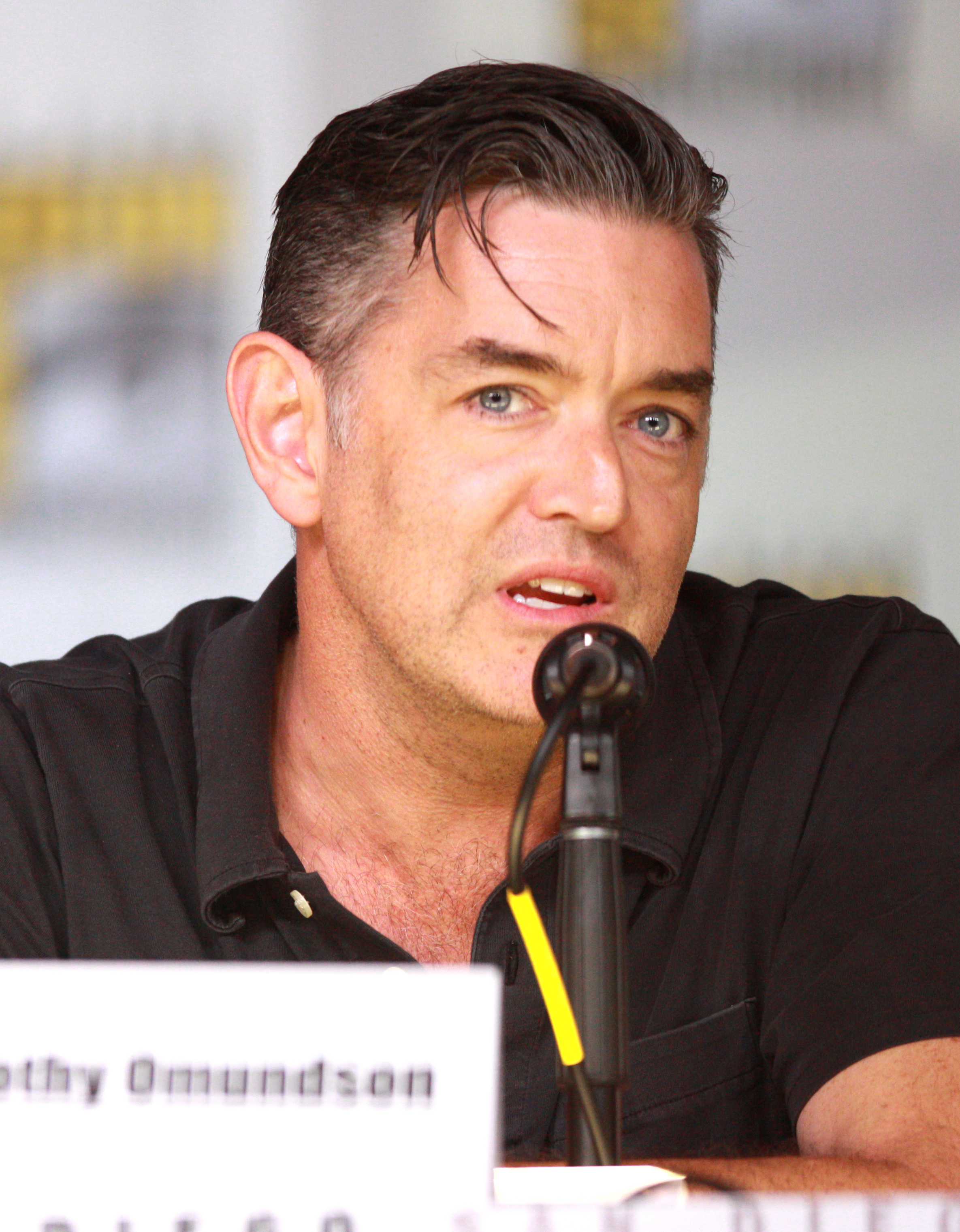
Timothy Omundson interprète le lieutenant chef Carlton J. Lassiter.
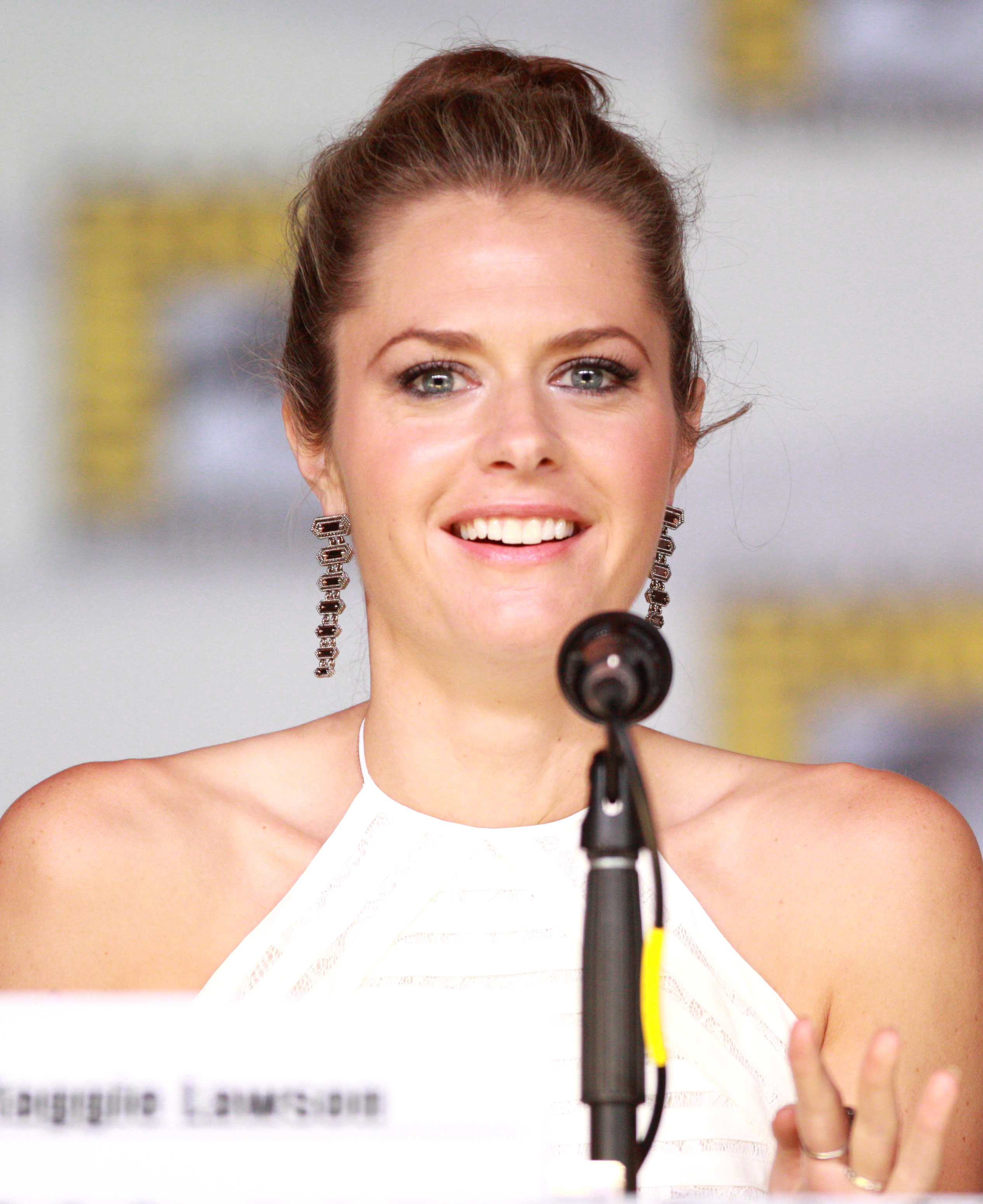
Maggie Lawson interprète le lieutenant Juliet O'Hara Spencer.
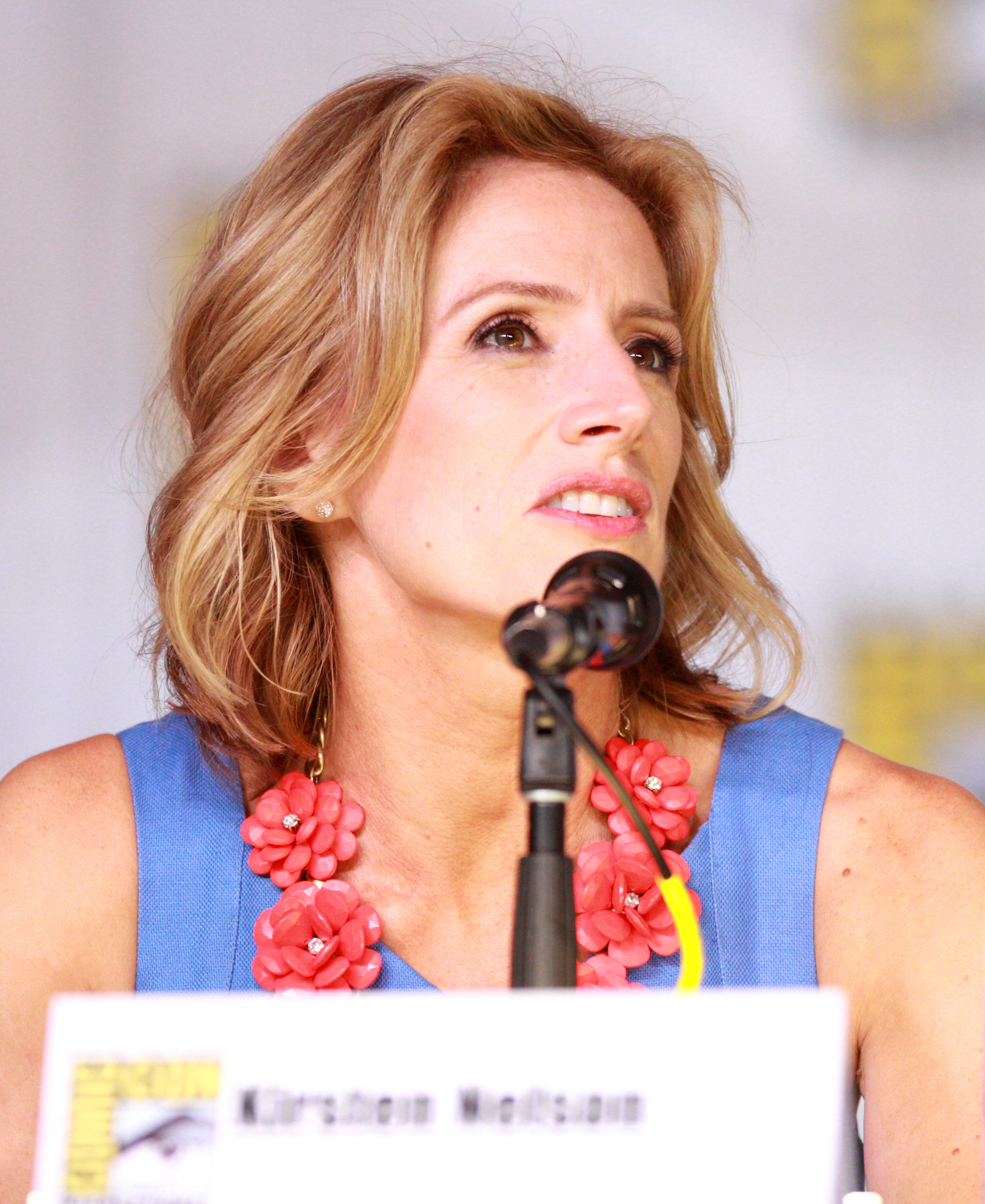
Kirsten Nelson interprète le chef Karen Vick.
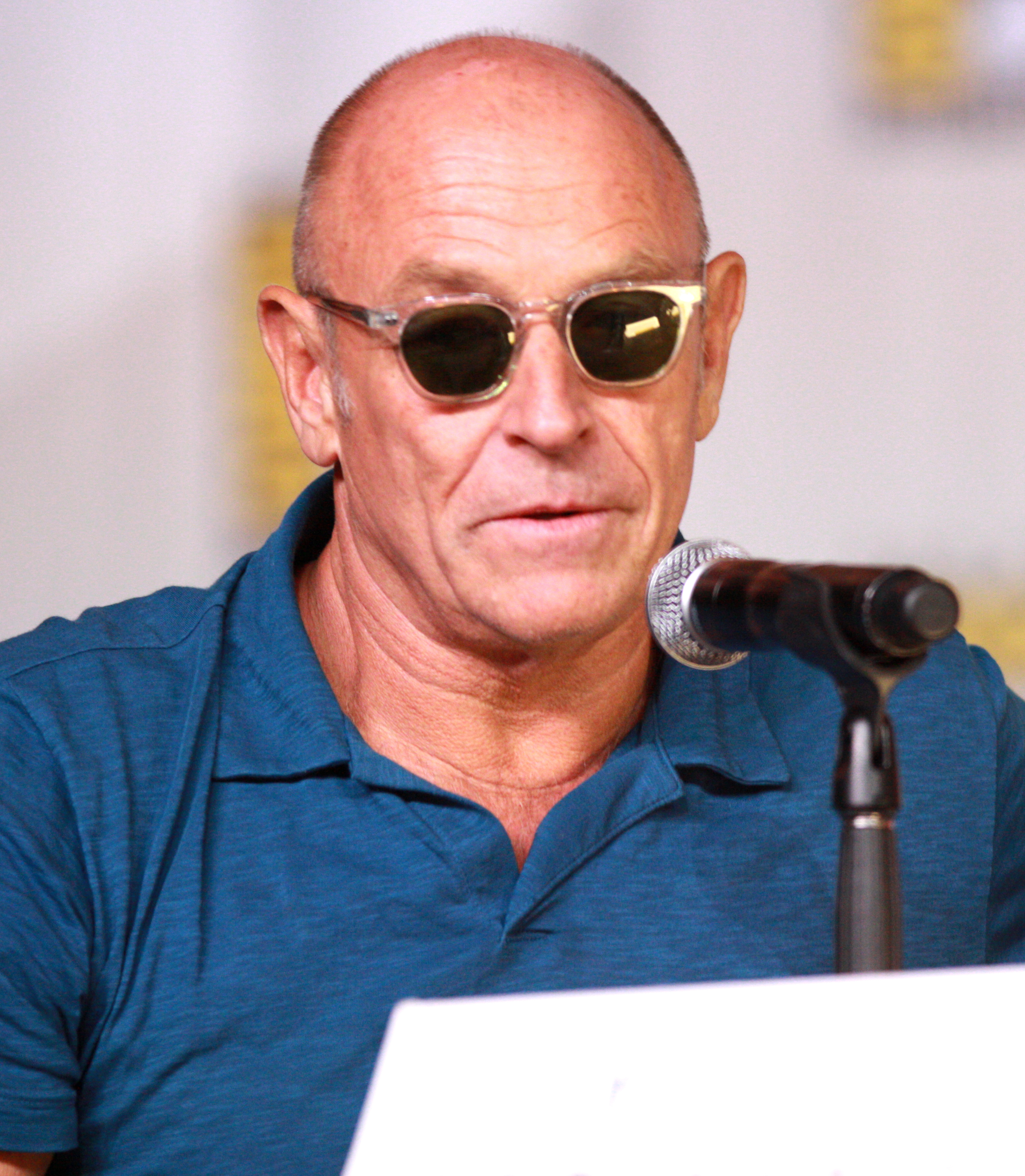
Corbin Bernsen interprète Henry Spencer.

### Acteurs récurrents
Note : Durant la première saison, la production n'avait pas déterminé les acteurs qui auraient les rôles des jeunes Shawn et Gus. En conséquence, les premiers jeunes acteurs interprétant les rôles se sont succédé.
- Josh Hayden (pilote), Kyle Tejpar (saison 1, épisode 2), puis Liam James (VF : Simon Koukissa (saisons 1 et 2) puis Valentin Maupin (saisons 3 à 5)) : Shawn Spencer enfant (saisons 1 à 5)
- Skyler Gisondo (VF : Valentin Maupin) : Shawn Spencer enfant / adolescent (saisons 5 et 6)
- Julien Hill (VF : Alexandre Nguyen) (saison 1, épisode 2) puis Isaah Brown (VF : Kévin Sommier) (à partir de l'épisode 6) : Burton « Gus » Guster enfant (saison 1)
- Carlos McCullers II (VF : Kévin Sommier (saison 2) puis Alexandre Nguyen (saisons 3 à 6)) : Burton « Gus » Guster enfant / adolescent (saisons 2 à 6)
- Sage Brocklebank (VF : Sébastien Finck) : officier Buzz McNab (saisons 1 à 7)
- Cybill Shepherd (VF : Annie Sinigalia) : Madeleine Spencer (saisons 3 à 6)
- Rachael Leigh Cook (VF : Philippa Roche) : Abigail Lytar (saisons 3 et 4)
- Jimmi Simpson (VF : Thierry Wermuth) : Mary Lightly, psychologue de la police (saisons 3, 4 et 5 épisodes 16)
- Ally Sheedy (VF : Ivana Coppola) : Mr Yang (saisons 3, 4 et 5 épisodes 16 + saison 7, épisodes 15 et 16)
- Kurt Fuller (VF : Jean-François Kopf) : Woody Strode, Médecin légiste de la police de Santa Barbara (saisons 3 à 8)
- Cary Elwes (VF : Bertrand Liebert) : Pierre Despereaux (4 épisodes, saisons 4, 5, 6 et 8)
- Peter Weller (VF : Luc Bernard) : Mr Yin (saisons 4 et 5 épisodes 16)
- Nestor Carbonell (VF : Bernard Gabay) : Declan Rand (saison 5)
- Kristy Swanson (VF : Pascale Chemin) : Marlowe Viccellio (saisons 6 à 8)
- Parminder Nagra (VF : Vanina Pradier) : Rachael (saison 7)
- Tom Arnold (VF : Jean-François Aupied) : Garth (saison 8)
- Mira Sorvino (VF : Danièle Douet) : Betsy Brannigan (saison 8)

Version française
- Société de doublage : Mediadub International[4],[5]
- Direction artistique : Pascale Vital[4],[5]
- Adaptation des dialogues : Sabine Krémer, Aziza Hellal, Laurent Gourdon et Sandrine Chevalier[4]

 Source et légende : version française (VF) sur RS Doublage, Doublage Séries Database et Doublagissimo.

## Production

### Développement
Le 11 janvier 2012, la chaîne a renouvelé la série pour une septième saison de seize épisodes.
Le 20 décembre 2012, la série a été renouvelée pour une huitième saison de huit épisodes. Le 26 juin 2013, deux épisodes supplémentaires ont été commandés, soit un total de dix épisodes, ainsi qu'un vote interactif sur un scénario.

### Casting
L'acteur Freddie Prinze Jr. a obtenu un rôle dans un épisode de la cinquième saison, il est Dennis, un ami riche de Shawn et Gus, qui a le goût pour les phénomènes étranges comme les extra-terrestres.
William Shatner a obtenu un rôle le temps d'un épisode dans la sixième saison, ainsi que Jaleel White.
L'actrice Parminder Nagra a obtenu un rôle récurrent pour la septième saison.

### Tournage
Les caméras utilisées par le tournage sont des arriflex 16 SR3, panavision Genesis, arriflex Alexa et Sony EX3.
La série est tournée dans la province de la Colombie-Britannique, au Canada, dans les villes de Coquitlam, New Westminster, White Rock et Vancouver.

### Fiche technique
Sauf indication contraire, les informations mentionnées dans cette section peuvent être confirmées par la base de données cinématographiques IMDb,  présente dans la section « Liens externes ».
- Titre original : Psych
- Titre français : Psych : Enquêteur malgré lui
- Autre(s) titre(s) francophone(s) : Enquêteur malgré lui (Belgique)
- Création : Steve Franks (en)
- Réalisation : Michael Engler, John Badham, Mel Damski, Michael Zinberg, John Landis, Eric Laneuville, Michael McMurray
- Scénario : Steve Franks, Andy Berman, Tami Sagher, James Roday, Anupam Nigam, Saladin K. Patterson, Bill Callahan, Douglas Steinberg
- Direction artistique : Bridget McGuire (2006-2007), Andy Amoroso (2006), Vivian Nishi (2007-2010), Geoff Wallace (2007), James Steuart (2008-2009), Jennifer Donaldson (2009-2010)
- Décors : Dawn Snyder (2006-2007), Sheila Haley (2006), Eric Nolin (2007-2010)
- Costumes : Mary E. McLeod (2006), Simon Tuke (2007-2010), Michelle Hunter (2010)
- Photographie : Michael McMurray (2006-2010), Scott Williams (2010)
- Montage : David Crabtree (2006-2010), Allan Lee (2006-2007), Gordon Rempel (2006-2007), James Llecic (2006-2007), Dexter N. Adriano (2007-2010), Eric Jenkins (2007-2010), David Grecu (2008-2010), Clayton Woodhull (2008-2009)
- Musique : Adam Cohen (2006-2010) et John Robert Wood (2006-2010) ; I Know You Know de The Friendly Indians (en) (générique de la série)
- Casting : Elizabeth Marx (2006-2010), Brett Benner (2008-2009), Debby Romano (2008-2009), Julie Ashton (2009-2010)
- Production : Gordon Mark, Andy Berman, Tracey Jeffrey, James Roday, Dulé Hill, Saladin K. Patterson
  - Production exécutive : Steve Franks, Chris Henze, Kelly Kulchak, Mel Damski, Gordon Mark, Geoff Garrett, Josh Bycel, Anupam Nigam
- Sociétés de production : GEP Productions, NBC Universal Television, Pacific Mountain Productions, Tagline Pictures et Universal Cable Productions
- Sociétés de distribution (télévision et DVD) : USA Network et National Broadcasting Company, Universal Studios Home Entertainment (États-Unis)
- Pays d'origine :  États-Unis
- Langue originale : anglais
- Format : couleur - 16 mm - 1,78:1 - son Dolby Digital
- Genre : comédie policière
- Durée : 42 minutes

### Diffusion internationale
En version originale
- Aux États-Unis, la chaîne USA Network diffuse les saisons en deux parties :
  - La première saison a été diffusée du 7 juillet 2006 au 25 août 2006 puis du 19 janvier 2007 au 2 mars 2007 ;
  - La deuxième, du 13 juillet 2007 au 14 septembre 2007 puis du 11 janvier 2008 au 15 février 2008. Par contre à la différence de la première saison, la chaîne américaine a diffusé l'épisode 9, consacré à la période de Noël, le 7 décembre 2007 ;
  - La troisième, du 18 juillet 2008 au 12 septembre 2008 puis du 9 janvier 2009 au 20 février 2009. Sachant que la chaîne a réitéré la même opération en diffusant l'épisode 9 consacré à Noël, le 28 novembre 2008 ;
  - La quatrième, du 6 août 2009 au 16 octobre 2009 puis du 27 janvier 2010 au 10 mars 2010 ;
  - La cinquième, du 14 juillet 2010 au 8 septembre 2010 puis du 10 novembre 2010 au 22 décembre 2010 ;
  - La sixième, du 12 octobre 2011 au 14 décembre 2011 puis du 29 février 2012 au 11 avril 2012 ;
  - La septième, depuis le 27 février 2013.
- Au Canada, la série est diffusée sur deux chaînes différentes :
  - Les trois premières saisons ont été diffusés entre 2006 et 2009 sur CH / E! ;
  - La quatrième, depuis le [Quand ?] sur [Laquelle ?] chaîne ;
  - La cinquième, depuis le [Quand ?] sur [Laquelle ?] chaîne ;
  - La sixième, du 28 mai 2012 au 5 septembre 2012 sur le réseau Global ;
  - La septième saison, depuis le 15 juillet 2013 sur le réseau Global.

En version française
- En Suisse, la série est diffusée sur deux chaînes différentes :
  - la première saison, du 1er septembre 2007 au 20 octobre 2007 sur RTS Un ;
  - la deuxième, du 30 octobre 2008 au 18 décembre 2009 sur RTS Deux ;
  - la troisième, du 21 novembre 2009 au 3 avril 2010 sur RTS Deux ;
  - la quatrième, du 2 mai 2010 au 29 août 2010 sur RTS Un ;
  - la cinquième du 30 octobre 2008 au 29 octobre 2011 sur RTS Deux ;
- En Belgique, la série est diffusée depuis le 25 novembre 2007 sur RTL-TVI ;
- En France, la série est diffusée sur plusieurs chaînes :
  - la première saison a été diffusée à partir du 2 décembre 2007 sur TF1 ;
  - les cinq premières saisons ont été diffusées entre le 8 septembre 2008 et le 13 février 2012 sur 13e rue ;
  - reprise de la première diffusion à partir de la sixième saison depuis le 20 août 2012 sur NT1 ;
  - disponible en VàD depuis août 2019 sur la plateforme Prime Video ;
- Au Québec, la série est diffusée depuis le [Quand ?] sur AddikTV.

Depuis mai 2024 les 8 saisons sont disponibles sur la plateforme de streaming Netflix.

## Épisodes

### Téléfilms

#### Psych: The Movie(2017)
Le 8 mai 2017, la chaîne USA Network a annoncé la préparation d'un téléfilm de deux heures, intitulé Psych: The Movie, avec le casting original de la série, prévu pour le 7 décembre 2017 sur cette même chaîne.
Steve Franks (en), créateur de la série, a coécrit le scénario avec l'acteur principal de la série James Roday (interprète de Shawn Spencer) et réalisé le téléfilm. Steve Franks a aussi déclaré : « Immédiatement après la fin de Psych, j'ai eu l'idée de proposer bien plus tard un retour de la série sous forme de téléfilm. J'espère même en faire cinq autres, après Psych: The Movie,. »

#### Psych: The Movie 2(2020)
Le deuxième film a été mis en ligne le 15 juillet 2020 sur le service Peacock.

#### Psych 3: This Is Gus(2021)
Le troisième film a été mis en ligne le 18 novembre 2021 sur le service Peacock.

## Univers de la série

### Caractéristiques
- La série est caractérisée par des flashbacks s'annonçant à chaque début d'épisode avec un souvenir lié à l'enfance de Shawn et Gus : souvent un principe de conduite que le père de Shawn leur enseigne. Ces flashbacks sont aussi toujours étroitement liés aux affaires dont ils vont s'occuper dans l'épisode.
- Dans chaque épisode, il est possible de remarquer un ananas caché. En effet, il peut se trouver quelque part dans plusieurs décors, faire partie des dialogues, apparaître comme motif sur un vêtement. Ce fruit est devenu emblématique pour la série. À l'origine, cela est parti d’une blague de l'acteur James Roday (Shawn dans la série) qui aurait apporté ce fameux fruit dans une scène du pilote de la série. Par la suite, la chaîne USA Network, qui diffuse la série, a décidé d’en faire un jeu-concours.[réf. souhaitée]
- Dans la version française, Shawn appelle très souvent Gus « bonhomme », signe de leur complicité et de sa sympathie pour Gus. Lorsque Shawn utilise ce mot envers Gus, c'est souvent pour l'attendrir afin de lui faire prendre conscience d'un fait ou bien lui signifier qu'il se trompe dans ses raisonnements. Gus peut aussi parfois l'utiliser pour Shawn mais ceci est plus rare.

## Accueil

### Distinctions

#### Récompenses
- 40e cérémonie des People's Choice Awards 2014 : Meilleure série comique du câble

#### Nominations
- 11e cérémonie des Satellite Awards 2006 : Meilleur acteur dans une série comique pour James Roday
- EWwy Awards 2009 : Meilleur acteur dans une série télévisée comique pour James Roday
- 62e cérémonie des Primetime Emmy Awards 2010 : Meilleure composition musicale pour une série
- 64e cérémonie des Primetime Emmy Awards 2012 : Meilleure réussite en télévision interactive dans un programme spécifique

## Commentaires
En 2008, James Roday (Shawn Spencer) et Maggie Lawson (Juliet O'Hara) ont tous deux joué dans un épisode de la série Fear Itself et dans le film Ultimate Game l'année suivante.
James Roday (Shawn Spencer) et Dulé Hill (Burton « Gus » Guster) ont été les invités du WWE Raw le 25 janvier 2010, à la suite de la participation de John Cena lors de la quatrième saison de la série.

## Produits dérivés

### Sorties DVD
| Intitulé du coffret                                | Nombre d'épisodes | Sortie                             | Sortie                         | Nombre de disques | Éditeur                  |
| Intitulé du coffret                                | Nombre d'épisodes | Zone 1 (dont États-Unis et Canada) | Zone 2 (Europe dont la France) | Nombre de disques | Éditeur                  |
| Intitulé du coffret                                | Nombre d'épisodes | DVD                                | DVD                            | Nombre de disques | Éditeur                  |
| -------------------------------------------------- | ----------------- | ---------------------------------- | ------------------------------ | ----------------- | ------------------------ |
| Psych : Enquêteur malgré lui - Saison 1            | 15                | 26 juin 2007                       | 11 mars 2008                   | 4                 | Universal Pictures Video |
| Psych : Enquêteur malgré lui - Saison 2            | 16                | 11 juillet 2008                    | 9 juillet 2013                 | 4                 | Universal Pictures Video |
| Psych : Enquêteur malgré lui - Saison 3            | 16                | 21 juillet 2009                    | indéterminé                    | 4                 | Universal Pictures Video |
| Psych : Enquêteur malgré lui - Saison 4            | 16                | 13 juillet 2010                    | indéterminé                    | 4                 | Universal Pictures Video |
| Psych : Enquêteur malgré lui - Saison 5            | 16                | 31 mai 2011                        | indéterminé                    | 4                 | Universal Pictures Video |
| Psych : Enquêteur malgré lui - Saison 6            | 16                | 16 octobre 2012                    | indéterminé                    | 4                 | Universal Pictures Video |
| Psych : Enquêteur malgré lui - Saison 7            | 16                | 8 octobre 2013                     | indéterminé                    | 4                 | Universal Pictures Video |
| Psych : Enquêteur malgré lui - Saison 8            | 10                | 1er avril 2014                     | indéterminé                    | 3                 | Universal Pictures Video |
| Psych : Enquêteur malgré lui - The Complete Series | 122               | 7 octobre 2014                     | indéterminé                    | 17                | Universal Pictures Video |